# Церква Усікновення Голови святого Івана Хрестителя (Старе Село)
Церква Усікновення Голови святого Івана Хрестителя — дерев'яна церква в селі Старе Село Пустомитівського району Львівської області. Належить до Української греко-католицької церкви. Є творінням галицької школи народної архітектури.

## Історія
З історичних джерел відомо, що церква у селі була вже на початку XVI століття, коли Старим Селом володів великий коронний гетьман Ян-Амор Тарновський. Теперішня дерев'яна церква зведена парафіянами Старого Села з дубового дерева у 1742 році. Генеральна візитація церкви відбулася 5 березня 1764 року. Ремонтована у 1828 році. До 1892 року церква була названа на честь св. Миколая і була дочірньою до матірної церкви в селі Шоломия. Від 1892 року церква має теперішню назву. У радянський період в церкві мав бути розміщений «жалобний зал».

## Опис
Дерев'яна, тризрубна, одноверха. Складається з квадратового центрального зрубу, до якого із заходу і сходу примикають менші прямокутний бабинець і квадратовий східний об'єм з прибудованим приміщенням. Центральний зруб перекритий шоломоподібною банею на низькому восьмерику. Вся споруда за периметром оточена піддашшям на випусках вінців.

## Світлини

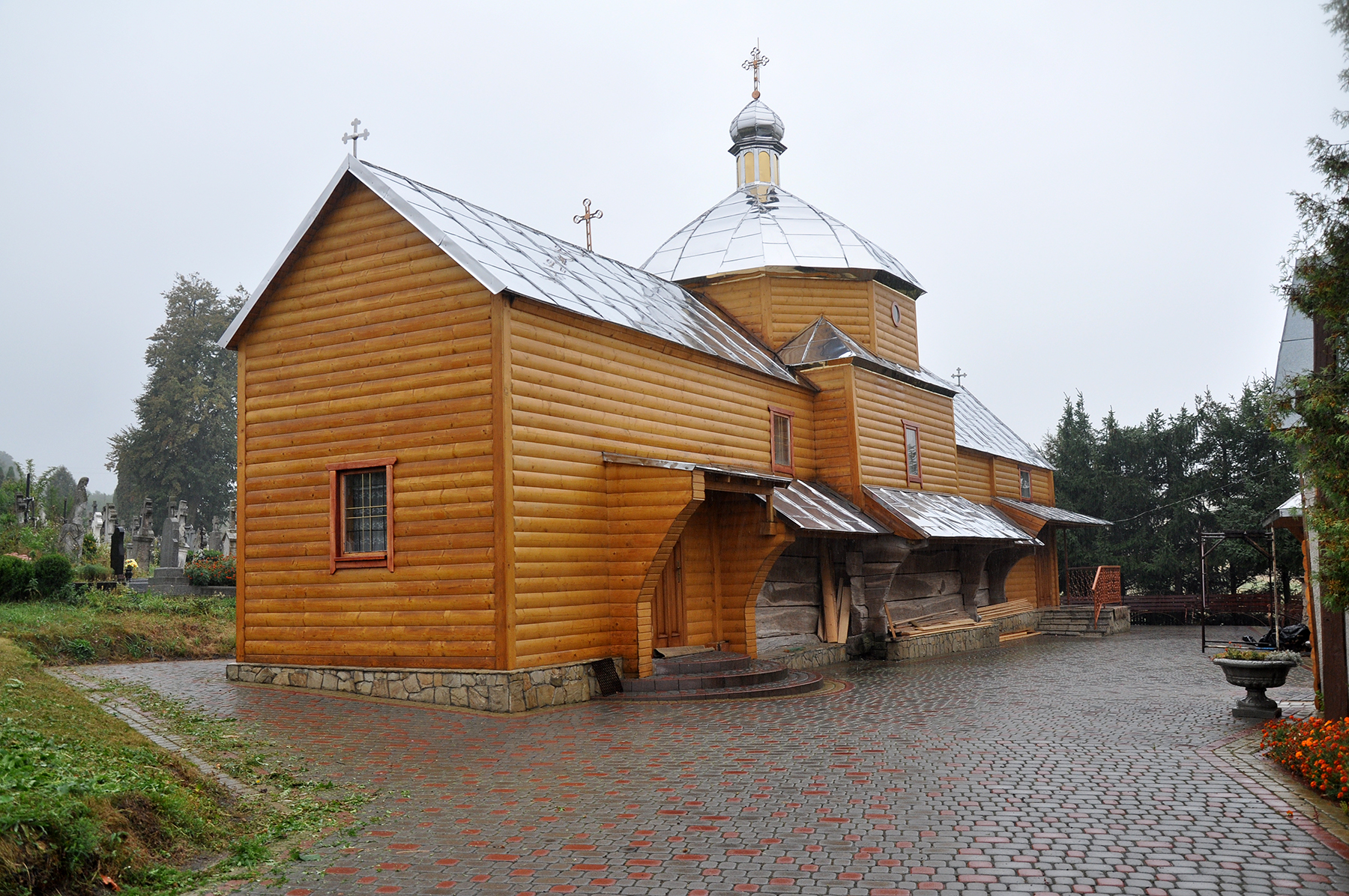
Церква
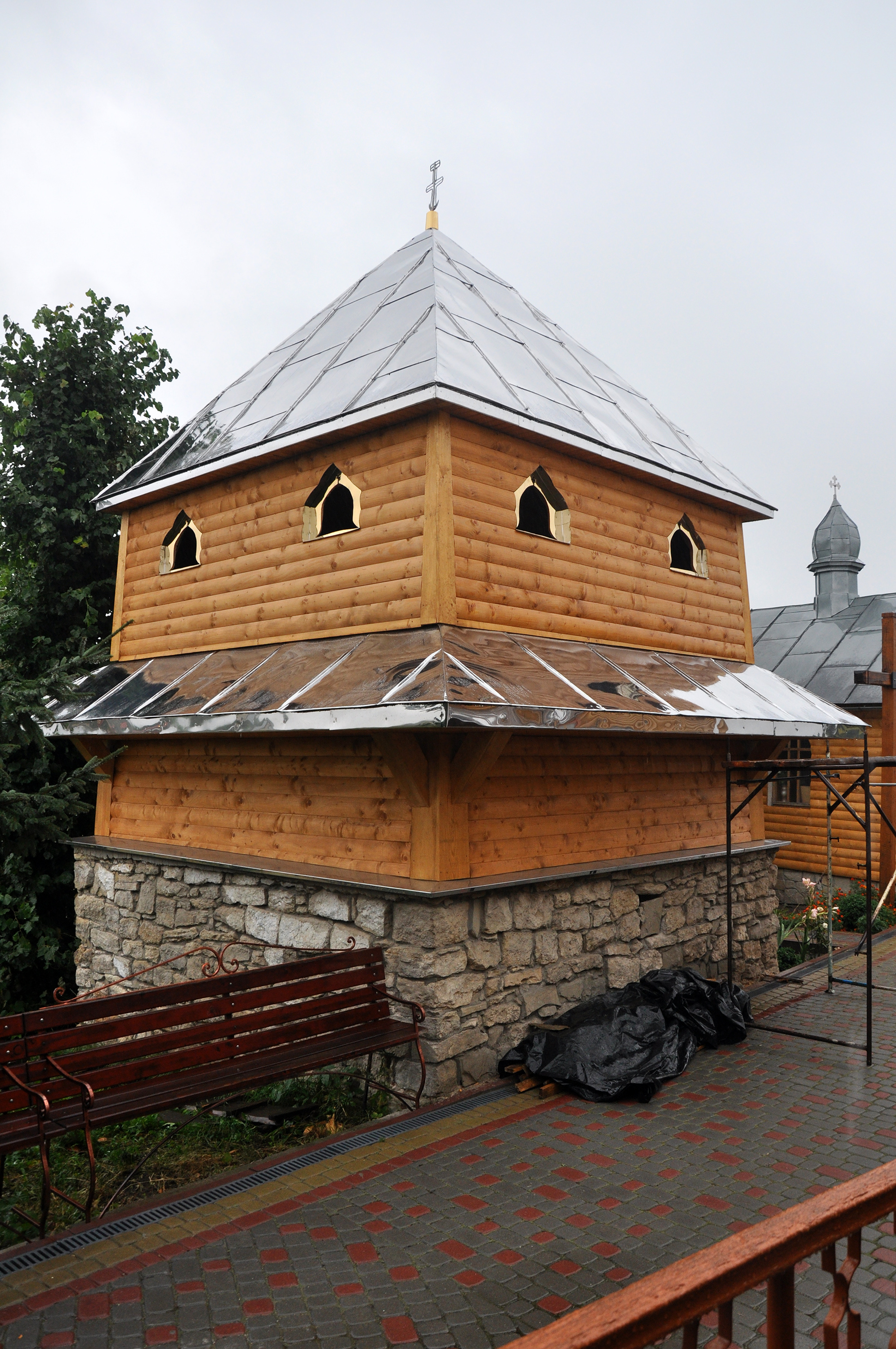
Дзвіниця
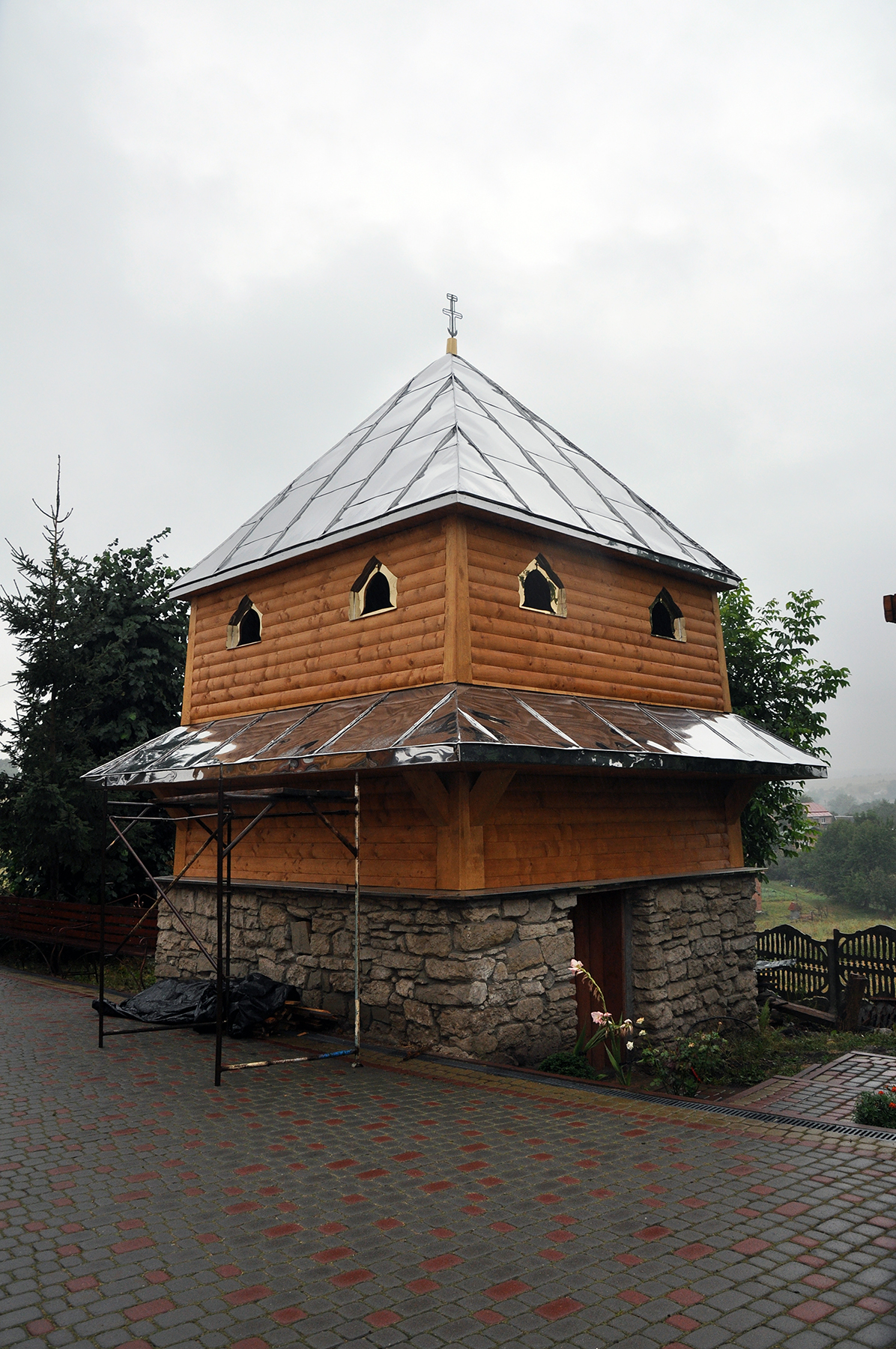
Дзвіниця